# Gerald Götting
Gerald Götting (født 9. juni 1923 i Halle, død 19. maj 2015) var en tysk politiker og formand for det østtyske blokparti Christlich-Demokratische Union (CDU) fra 1966 til 1989. Han fungerede som præsident for DDR's parlament Volkskammer fra 1969 til 1976 og var viceformand for DDR's Staatsrat fra 1960 til 1989.

## Biografi
Götting blev født i Nietleben i den preussiske provins Sachsen, der i dag er en del af Halle. Efter endt skolegang i 1941 udførte han tjeneste i Reichsarbeitsdienst, en quasi-militaristisk organisation for unge arbejdere, og i 1942 blev han tilkyttet Luftwaffe med opgave at indhente efterretninger. I maj 1945 undslap han fra Den Røde Hærs fremrykning og tog hjem. Han sad i juni 1945 kortvarigt i amerikansk krigsfangeskab. 
I 1946 blev Götting medlem af det nystiftede politiske parti Christlich-Demokratische Union (CDU). Han studerede herefter i to år tysk, historie og filosofi ved Martin-Luther-Universität Halle-Wittenberg.
I 1949 blev Götting generalsekretær i CDU, og efter etableringen af DDR i den sovjetiske besættelseszone medlem af DDR's parlament Volkskammer, hvor han sad i 40 år. Som loyal støtte at DDR's reelt ledende parti, Sozialistische Einheitspartei Deutschlands (SED), medvirkede Götting ved udrensningerne i 1950'ene af CDU-medlemmer, der var i opposition til SED.
Gennem årene opnåede Götting indflydelsesrige stillinger indenfor DDR's statsapparat. Fra 1949 til 1963 fungerede han som formand for CDU i Volkskammer og fra 1958 til 1963 havde han posten som DDR's vice-premierminister og fra 1963 til 1989 var han viceformand i DDR's Staatsrat. Götting var endvidere formand for Volkskammer fra 1969 til 1976 og næstformand fra 1976 til 1989. 
Götting blev formand for CDU på CDU's kongres i 1966. Som formand arbejdede han tæt sammen med de øvrige partier, der var en del af Nationale Front, en SED-domineret alliance, der regerede DDR. 
Den 2. november 1989, få dage inden Berlinmurens fald, blev Götting tvunget til at træde tilbage som formand for CDU. Fem dage efter trådte han tilbage som medlem af Staatsrat. Han blev arresteret i december 1989, men løsladt igen i februar 1990.
Götting døde i Berlin den 19. maj 2015.